# Refuge d'oiseaux migrateurs de Saint-Vallier
Le refuge d'oiseaux migrateurs de Saint-Vallier est une aire protégée du Canada et l'un des 28 refuges d'oiseaux migrateurs située dans la province de Québec. Ce refuge protège une aire de migration de la Grande Oie des neiges, de canards, de la Bernache du Canada et de Bécasseau semipalmé en migration. Il est reconnu comme zone importante pour la conservation des oiseaux (ZICO).

## Géographie
Le refuge d'oiseaux de Saint-Vallier a une superficie de 356 ha. Il s'agit d'un estran qui est entièrement recouvert à marée haute. Le refuge est situé dans l'anse de Saint-Vallier. Le sol est composé en majorité de vase et d'affleurements rocheux.

## Milieu naturel

### Flore
La formation végétale est une herbaçaie de scirpe d'Amérique. On y retrouve aussi la zizanie à fleurs blanches, la sagittaire graminoïde, la sagittaire dressée, la sagittaire cunéaire, la berle douce, l'eupatoire perfoliée, la léersie faux-riz, la deschampsie cespiteuse et les Eleocharis sp.. On y retrouve aussi à la limite sud de l'aire protégée le scirpe des étangs, le rubanier à gros fruits, la spartine pectinée, l'eupatoire maculée, la salicaire commune, la glycérie boréale, le roseau commun et certaines espèces de carex.